# Heathsville
Heathsville település az Amerikai Egyesült Államok Virginia államában, Northumberland megyében, melynek megyeszékhelye is. Lakosainak száma 136 fő (2020. április 1.).

## Népesség
A település népességének változása:

| 2010 | 142 |
| 2020 | 136 |